# Síntese química
Síntese química é o processo de obter compostos químicos a partir de substâncias mais simples. O objetivo principal da síntese química, além de produzir novas substâncias químicas, é o desenvolvimento de métodos mais econômicos e eficientes para sintetizar substâncias naturais já conhecidas, como por exemplo o ácido acetilsalicílico (presente nas folhas do salgueiro) ou o ácido ascórbico ou vitamina C, que já se encontra de forma natural em muitos vegetais. Também a síntese química permite obter produtos que não existem de forma natural, como o aço, os plásticos ou os adesivos.
Atualmente existem aproximadamente onze milhões de produtos químicos de síntese catalogados e se calcula que a cada dia se obtém mais 2 000. O progresso científico tem permitido um grande desenvolvimento das técnicas de síntese química. Inicialmente estes produtos se obtinham de maneira casual Ainda que, na atualidade, é possível realizar simulações por computadores antes de experimentar no laboratório.